# Тлешев, Мурат Азимбекович
Мура́т Азимбе́кович Тле́шев (каз. Мұрат Тілешев; род. 18 апреля 1980, Джамбул) — казахстанский футболист, нападающий. Выступал за сборную Казахстана.

## Карьера
Воспитанник жамбылского футбола. Поиграл в многих клубах Казахстана, наибольшую известность получил, играя за «Иртыш» из Павлодара и «Актобе». В сезоне 2010 забил свой 130 мяч в чемпионатах.
В 2010 году вернулся в «Иртыш», контракт действовал с 2011 года. В конце марта 2011 года получил игровую травму колена, 2 апреля 2011 года ему была сделана операция в Москве.
Затем играл по году в «Актобе», «Жетысу», «Таразе», «Атырау». В апреле 2016 года в третий раз пришёл в ряды «Актобе».

### В сборной
Мурат Тлешев выступал за сборную Казахстана с 2004 по 2007 год. Провёл 8 матчей и забил 1 гол в матче со сборной Таджикистана. Перестал вызываться в национальную команду после прихода на пост главного тренера — немецкого специалиста Бернда Шторка, который в свою очередь ссылался на слишком большие габариты для нападающего.

## Достижения

### Командные
- Чемпион Казахстана (5):2000,2001, 2003, 2006, 2009
- Серебряный призёр чемпионата Казахстана (1): 2010
- Бронзовый призёр чемпионата Казахстана (1): 2008
- Обладатель Кубка Казахстана (1): 2000/01
- Обладатель Суперкубка Казахстана (1): 2010

### Личные
- Лучший бомбардир чемпионата Казахстана: 2005, 2008, 2009

## Характеристика
Нападающий таранного типа. Известен своим вспыльчивым поведением.
- В 2011 году вошёл в рейтинг самых дорогих футболистов казахстанской Премьер-лиги (350 тысяч евро)[6].
- Один из лучших бомбардиров чемпионата страны за всю его историю[7]. Имеет на счету 148 голов (1998—2015), занимая второе место после Нурбола Жумаскалиева — 162.